# DVloper
DVloper, або його справжнє ім'яДенніс Вуканович, є шведським продюсером відеоігор. Сьогодні є особливо відомим завдяки грі Granny.
Денніс випустив свою першу гру, Slendrina, 4 листопада 2013 року.  Пізніше він продовжив створювати ігри для платформ Android і IOS в рамках серії Slendrina. У неї була велика перерва з грою Granny, яку вона випустила для мобільних пристроїв 24 листопада 2017 року, а 6 вересня 2019 року випустила гру Granny: Chapter Two і додала другу гру до серії Granny.  На відміну від першої гри, ця гра також додає дідуся поряд з бабусею. Остання гра серії, Granny 3, вийшла 3 червня 2021 року.  Денніс запустив Granny на платформі Microsoft Windows 20 листопада 2018 року. Сьогодні всі ігри Granny можна грати на платформах Microsoft Windows.    Крім того, Granny та Granny: Chapter Two було завантажено понад 100 000 000 разів у магазині Google Play.

## Випущені ігри
- Slendrina
- Slender Man: Rise Again
- Slendrina: The Cellar
- Slendrina - The Cellar 2
- Slendrina - The Forest
- Slendrina - The School
- Slendrina - Asylum
- House of Slendrina
- The Child Of Slendrina
- Slendrina X
- Robot Hunt
- Hotel Insanity
- Granny
- Granny: Chapter Two
- Slendrina 2D
- The Twins
- Granny 3